# Spathulina euryomma
Spathulina euryomma är en tvåvingeart som beskrevs av Mario Bezzi 1924. Spathulina euryomma ingår i släktet Spathulina och familjen borrflugor.
Artens utbredningsområde är Etiopien. Inga underarter finns listade i Catalogue of Life.